# ブレクスピプラゾール

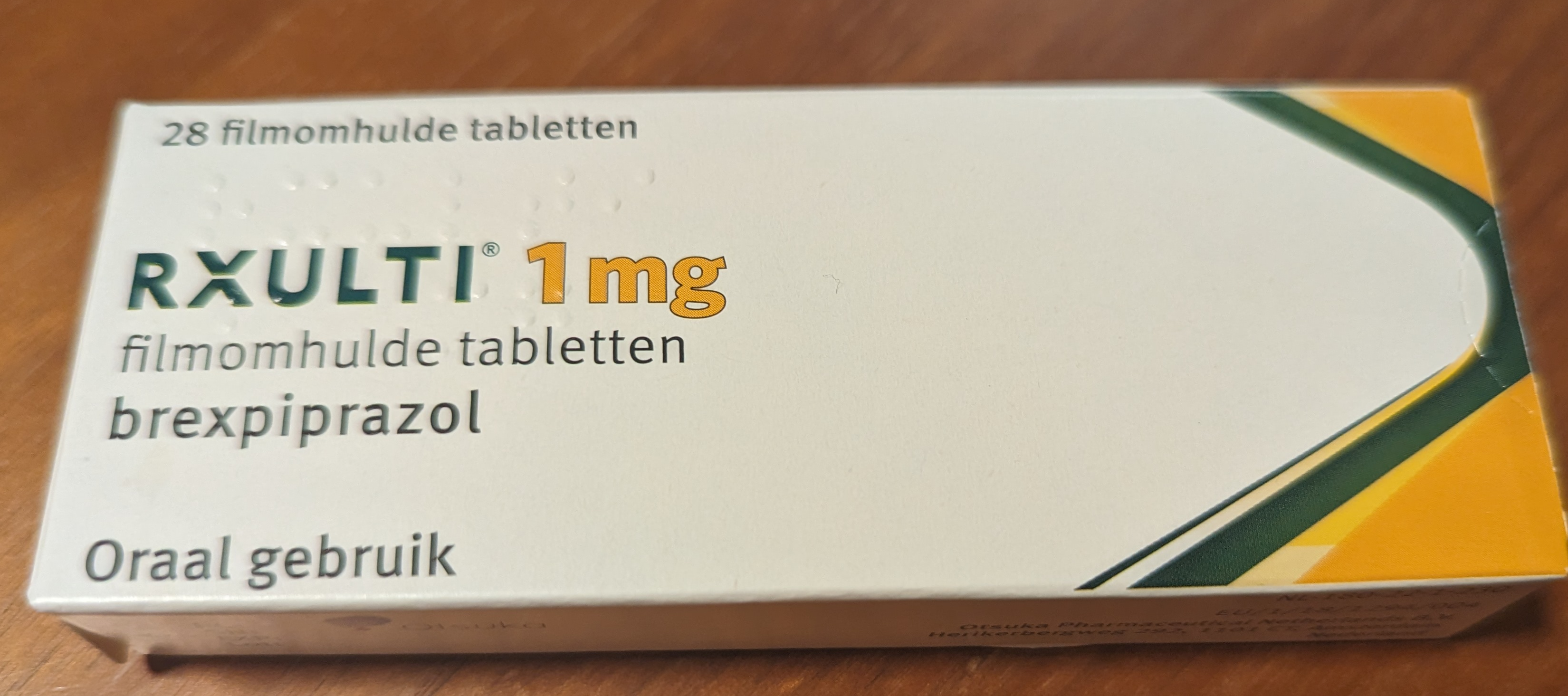
レキサルティの箱

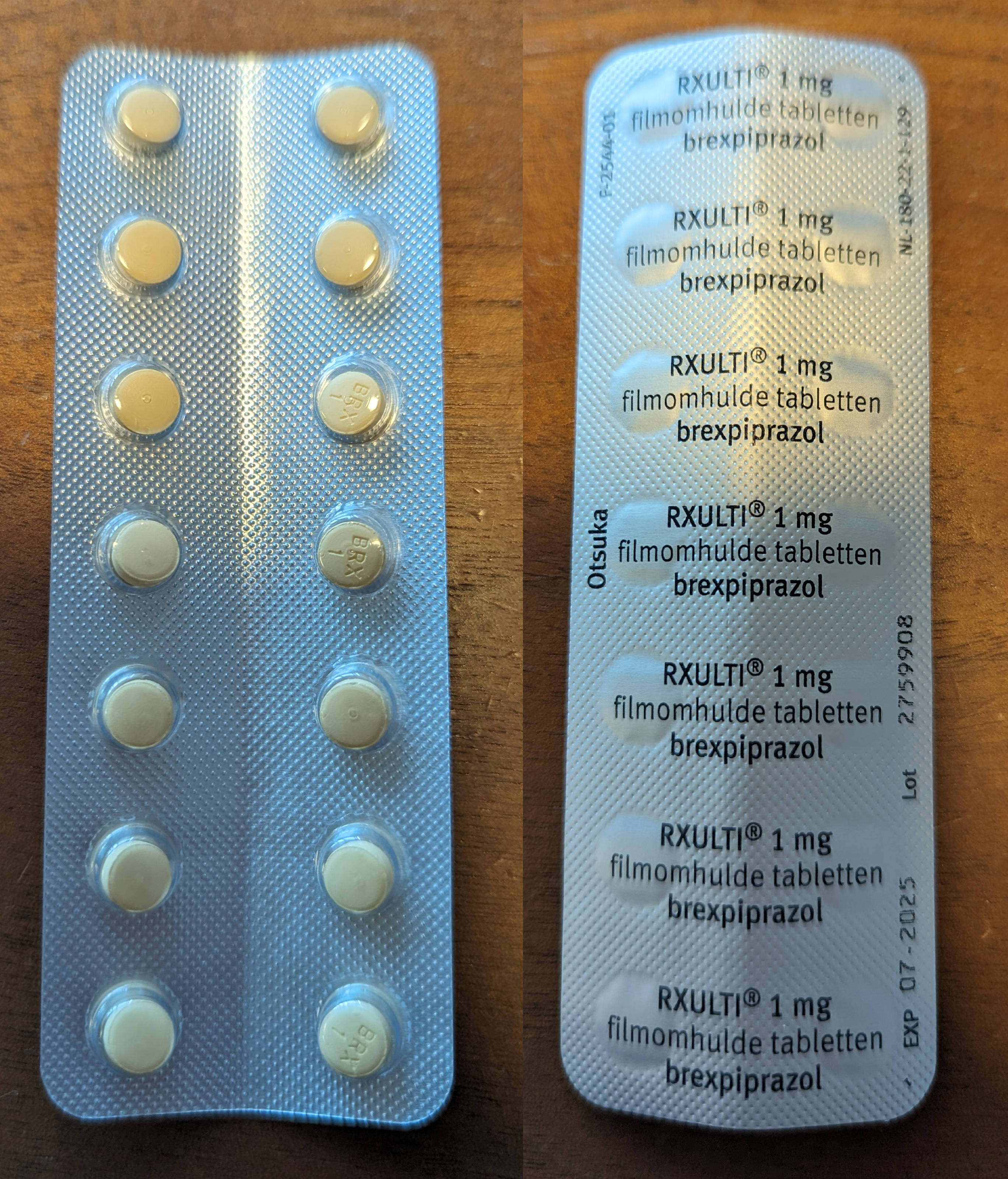
ブレクスピプラゾールのブリスターパック

ブレクスピプラゾール（英語: Brexpiprazole）は、非定型抗精神病薬の一つ。大塚製薬により開発され、日本国内では、2018年4月18日に「統合失調症」の適応で薬価収載され、2023年12月22日、「うつ病・うつ状態（既存治療で十分な効果が認められない場合に限る）」の適応が追加された。2024年9月24日、「アルツハイマー型認知症に伴う行動障害（アジテーション）」の適応が追加された。商品名：レキサルティ（Rexulti）で1mgOD錠、2mgOD錠が発売されている。

## 概要
ブレクスピプラゾールは、ドパミンD2受容体およびセロトニン5HT1A受容体に対するパーシャルアゴニスト作用、セロトニン5HT2A受容体、アドレナリンα1B受容体およびアドレナリンα2C受容体に対するアンタゴニスト作用を示す薬剤である。大塚製薬が先立って開発したアリピプラゾールと比較して、セロトニン系およびアドレナリン系に作用し、ドパミンD2受容体への刺激作用を弱めた薬理学的特性を持つ。薬剤として、薬剤使用に伴う有害事象（代謝性障害［体重増加、高脂血症、糖尿病］と錐体外路症状（アカシジア、遅発性ジスキネジアなど）のリスクの軽減が評価されている。
投与形態は1日1回の経口投与であるが、2025年7月現在、週1回製剤（経口）が第3相臨床試験中である。

## 効能・効果

### 日本
- 統合失調症[11] ：2018年4月18日薬価収載[11]。
- うつ病・うつ状態（既存治療で十分な効果が認められない場合に限る）[13] ： 2023年12月22日効能効果を承認[13]。
- アルツハイマー型認知症に伴う行動障害（アジテーション）：2024年9月24日効能効果を承認[18]。

### アメリカ
- 成人の統合失調症：2015年7月10日承認[19]。
- 大うつ病補助療法：2015年7月10日承認[19]。
- 小児の統合失調症（13歳～17歳）：2021年12月承認[20]。
- アルツハイマー型認知症に伴う行動障害（アジテーション）[15]：2024年5月10日効能効果を承認[15]。

### 欧州
- 成人統合失調症：2018年7月26日承認[21]。
- 小児の統合失調症（13歳～17歳）：2025年3月承認[20][22]。

### 適応申請中
- アメリカ - 心的外傷後ストレス障害：2024年4月8日追加効能申請[23]。PDUFA dateは2025年2月8日に設定されていたが[24]、FDAによるPDAC(精神薬理学諮問委員会)の開催が決まり、承認が延期された[25]。2025年7月18日、FDAの諮問機関であるPDACはPTSDに対するブレクスピプラゾールの適応拡大について、その有効性が承認を勧告するには十分に確立されていないと判断した[26]。

## 歴史
- 2015年
  - 7月10日 - 「成人の統合失調症」、「大うつ病補助療法」の適応でアメリカで承認[19]。
- 2017年
  - 1月6日 - 厚生労働省に承認申請[27]。
- 2018年
  - 4月18日 - 日本で「統合失調症」の適応で薬価収載[11]。
- 2021年
  - 8月17日 - 剤形追加品目として、「レキサルティOD錠0.5mg・OD錠1mg・OD錠2mg」が製造販売承認を取得[28]。
- 2023年
  - 1月30日 - 日本で「うつ病・うつ状態（既存治療で十分な効果が認められない場合に限る）」の追加効能申請[29]。
  - 7月3日 - 大塚製薬がレキサルティ錠の1mg、2mgの販売を中止すると発表[16]。出荷停止予定時期は2024年6月としており、代替品として同薬の口腔内崩壊錠（OD）0.5mg、同1mg、同2mgとしている[16]。
  - 10月31日 - 日本でアルツハイマー型認知症に伴う行動障害（アジテーション）の追加効能申請[30]。
  - 12月8日 -  厚生労働省の薬食審・医薬品第一部会が「うつ病・うつ状態（既存治療で十分な効果が認められない場合に限る）」の効能追加を了承[31]。
  - 12月22日 - 日本で「うつ病・うつ状態（既存治療で十分な効果が認められない場合に限る）」の適応が追加承認[13]。
- 2024年
  - 4月8日 - アメリカで心的外傷後ストレス障害：追加効能申請[23]。PDUFA dateは2025年2月8日に設定された[24]。
  - 5月10日 - アメリカ で アルツハイマー型認知症に伴う行動障害（アジテーション）の適応が追加承認[15]。
  - 8月26日 - 厚生労働省の薬事審議会・医薬品第一部会がアルツハイマー型認知症に伴う行動障害（アジテーション）の効能追加を了承[32][33]。
  - 9月24日 -  厚生労働省がアルツハイマー型認知症に伴う行動障害（アジテーション）の効能追加を承認[18]。
- 2025年
  - 1月10日 - 大塚製薬が、アメリカでの「心的外傷後ストレス障害」の効能追加承認申請について、FDAの諮問委員会であるPDAC(精神薬理学諮問委員会)が開催されることが決定されたため、PDUFA dateであった2月8日から延長されたと発表[25]。
  - 6月-9年ぶりに改訂された『かかりつけ医・認知症サポート医のためのBPSDに対応する向精神薬使用ガイドライン（第3版）』の「BPSD治療アルゴリズム」において、焦燥感、易刺激性、興奮に起因する過活動又は攻撃的言動が見られるアルツハイマー型認知症患者について、保険適用を有する薬剤としてブレクスピプラゾールが掲載された[34][35]。
  - 7月16日 -FDAはPTSDに対するブレクスピプラゾールの有効性に懸念を表明した[36][37]。その理由として、大塚製薬の申請は1本の第2相臨床試験と、2本の第3相臨床試験のデータに基づいていたが、第2相試験では探索的な事後解析でのみ有意差が見られ、事前に設定された階層的検定では有意差が確認されなかったこと、第3相試験でも2本のうち1本が有意差を示さず結果の一貫性がなかったこと、さらに治療効果も臨床的に限定的だったことが指摘された[36][37][38]。PDACの会議に先立ちFDAとして独自の判断を表明した[36][37]。
  - 7月18日 -FDAの諮問機関であるPDACはPTSDに対するブレクスピプラゾールの適応拡大について、その有効性が承認を勧告するには十分に確立されていないと判断した[26]。投票結果は10対1であった[26]。

## 受容体
| 受容体  | Receptor                                | Ki (nM)      | 作用                 | 備考                 |
| ------- | --------------------------------------- | ------------ | -------------------- | -------------------- |
| D1      | en:Dopamine receptor D1                 | 160000       | ND                   |                      |
| D2 Long | en:Dopamine receptor D2                 | 0.30000      | パーシャルアゴニスト |                      |
| D3      | en:Dopamine receptor D3                 | 1.1          | パーシャルアゴニスト |                      |
| D4      | en:Dopamine receptor D4                 | 6.3000       | ND                   |                      |
| D5      | en:Dopamine receptor D5                 | ND000        | ND                   |                      |
| 5-HT1A  | en:5-HT1A receptor                      | 0.12         | パーシャルアゴニスト | 抗うつ作用に関与     |
| 5-HT1B  | en:5-HT1B receptor                      | 3200         | ND                   |                      |
| 5-HT2A  | en:5-HT2A receptor                      | 0.47         | アンタゴニスト       |                      |
| 5-HT2B  | en:5-HT2B receptor                      | 1.9000       | アンタゴニスト       | 鎮静作用に関与       |
| 5-HT2C  | en:5-HT2C receptor                      | 34000        | アンタゴニスト       | 食欲刺激作用に関与   |
| 5-HT6   | en:5-HT6 receptor                       | 58           | アンタゴニスト       |                      |
| 5-HT7   | en:5-HT7 receptor                       | 3.700        | アンタゴニスト       |                      |
| H1      | en:Histamine H1 receptor                | 190000       | アンタゴニスト       | 強力な鎮静作用に関与 |
| H2      | en:Histamine H2 receptor                | 10000以上    | ND                   |                      |
| H3      | en:Histamine H4 receptor                | 10000以上    | ND                   |                      |
| M1      | en:Muscarinic acetylcholine receptor M1 | 67% at 10 μM | ND                   | 抗コリン作用に関与   |
| M2      | en:Muscarinic acetylcholine receptor M2 | 10000以上000 | ND                   |                      |
| α1A     | en:Alpha-1A adrenergic receptor         | 3.800        | アンタゴニスト       | 起立性低血圧に関与   |
| α1B     | en:Alpha-1B adrenergic receptor         | 0.1700       | アンタゴニスト       | 抗うつ作用に関与     |
| α2A     | en:Alpha-2A adrenergic receptor         | 15           | アンタゴニスト       |                      |
| α2B     | en:Alpha-2B adrenergic receptor         | 17           | アンタゴニスト       |                      |
| α2C     | en:Alpha-2C adrenergic receptor         | 0.59000      | アンタゴニスト       | 抗うつ作用に関与     |

## 臨床試験

### 統合失調症
- 第2/3相試験

統合失調症患者458例を対象としたプラセボ対照無作為化二重盲検並行群間比較試験において、投与6週後におけるPANSS総スコアのベースラインからの変化量を評価された。実約群とプラセボ群との群間差は、2mg/日群で-7.32［-13.04, -1.59］P値=0.0124で統計的有意差を認めた。4㎎/日群では-3.86［-9.71, 2.00］でP値0.1959で統計的有意差を認めなかった。4mg/日群とプラセボ群との間に統計学的な有意差が認められなかったことから、1mg/日群とプラセボ群の対比較における検定は行われなかった。

### うつ病・うつ状態
- 第2/3相試験 （00058試験）

主要評価項目は、二重盲検期終了時におけるMADRS合計スコアのベースラインからの変化量（最小二乗平均±標準誤差）で評価され、プラセボ群で－6.7±0.47、1mg/日群で－8.5±0.47:P値0.0089、2mg/日群で－8.2±0.47：P値0.0312であり、いずれにおいてもプラセボ群と比較して統計学的な有意差が認められた。副次評価項目とされた二重盲検期のMADRS反応率及びMADRS寛解率等についていずれの実薬群でもプラセボ群を上回る改善傾向が示された。

### アルツハイマー型認知症に伴うアジテーション
主要評価項目は、12週間後のCMAI（Cohen-Mansfield Agitation Inventory：アジテーション症状29項目の出現頻度を評価する指標）で評価。各項目重症度に応じて1～7点の7段階で評価、点数は29-203点。
- 第3相試験

2つのランダム化比較試験で合計610人（ブレクスピプラゾール2mg/日 or 3mg/日投与群：363人、プラセボ群：247人）で12週目にブレクスピプラゾールの使用群によるCMAIスコアの平均変化はプラセボよりも統計的有意に高かく 、アジテーションの改善が確認された(-25.1 vs -19.1、P値 =0.043)。

### PTSD
主要評価項目は、投与10週目までのプラセボとセルトラリン併用療法に対するブレクスピプラゾールとセルトラリン併用療法のCAPS-5（Clinician-Administered PTSD Scale for DSM-5）総スコアの変化量で行った。
- 第2相試験 
  - #061試験 - ブレクスピプラゾールとセルトラリン併用群における、CAPS-5総スコアの最小二乗平均値は-16.4だった（p=0.011、セルトラリンとプラセボ併用群と比較）[44]。ブレクスピプラゾールとプラセボ併用群では-12.2、セルトラリンとプラセボ併用群では-11.4、プラセボ単体群では-10.5だった[44]。
- 第3相試験
  - #071試験 - ブレクスピプラゾールとセルトラリンの併用群による最小二乗平均値は-19.2だった（p=0.0007、セルトラリンとプラセボ併用群と比較）[44]。セルトラリンとプラセボ併用群では-13.6だった[44]。
  - #072試験 - ブレクスピプラゾール2mg/日とセルトラリンを併用した結果、最小二乗平均値は-16.5だった（p=0.52、セルトラリンとプラセボ併用群と比較）[44]。ブレクスピプラゾール3mg/日とセルトラリンの併用群では-18.3（p=0.66、セルトラリンとプラセボ併用群と比較）、セルトラリンとプラセボ併用群と比較では-17.6だった[44]。